# Lindesbergs tingsrätt

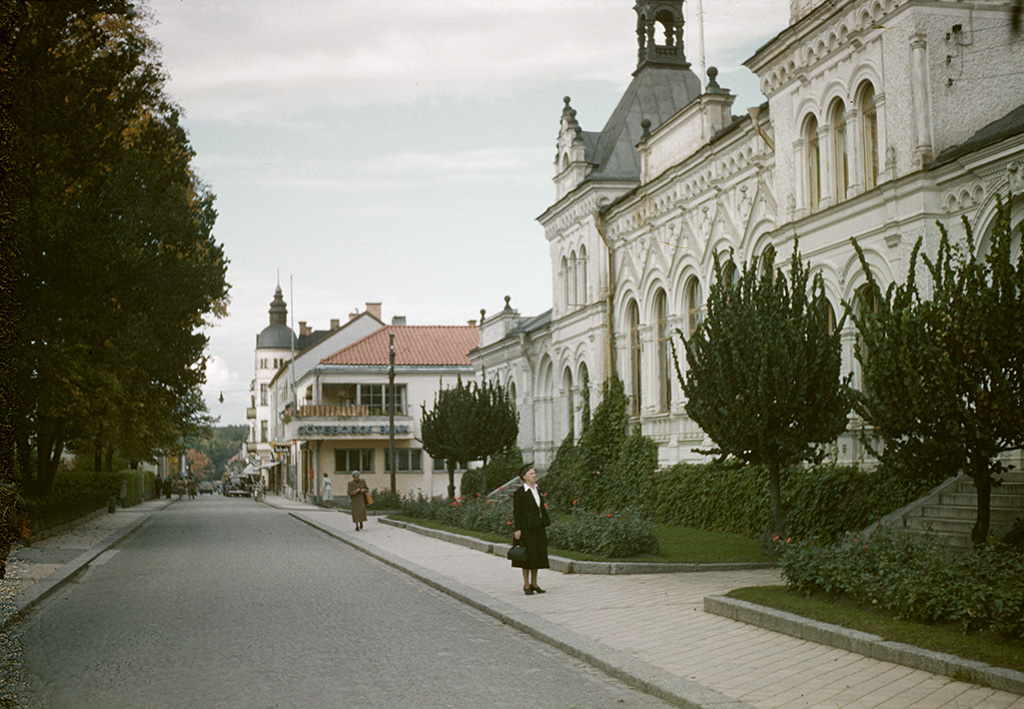
Lindesbergs tingshus, år 1950.

Lindebergs tingsrätt var en tingsrätt i Örebro län med säte i Lindesberg. Domsagan omfattade vid upplösningen kommunerna Hällefors, Lindesberg, Ljusnarsberg och Nora. Tingsrätten och dess domsaga ingick i domkretsen för Svea hovrätt till 1 juli 1992 därefter i domkretsen för Göta hovrätt. Tingsrätten hade tingsplatser i Lindesberg och Hällefors. År 2005 upplöstes tingsrätten varvid rätten och domsagan uppgick i Örebro tingsrätt och domsaga.

## Administrativ historik
Vid tingsrättsreformen 1971 bildades denna tingsrätt i Lindesberg från häradsrätten för Lindes och Nora domsagas tingslag. Domkretsen bildades av tingslaget. 1971 omfattade domsagan kommunerna Hällefors, Lindesberg, Ljusnarsberg och Nora.
Tingsrätten upplöstes 14 februari 2005 då rätten och domsagan uppgick i Örebro tingsrätt och dess domsaga.

## Lagmän
- 1971–1980: Bo Rydstedt
- 1980–1990: Lars Levin
- 1990–2005: Lars Fallenius